# Daniel Gwirtzman
Daniel Gwirtzman ist ein US-amerikanischer Tänzer, Choreograph, Tanzpädagoge und Filmemacher.
Gwirtzman studierte Tanz, Choreographie, Musiktheater, Film und Kunsterziehung an der University of Wisconsin–Milwaukee und an der University of Michigan. 1998 gründete er die Daniel Gwirtzman Dance Company, die sich an Residenzprogrammen u. a. der Joyce Theater Foundation, des Raumars Artist-in-Residence Program in Finnland, der Sacatar Foundation in Brasilien und des Djerassi Resident Artists Program beteiligte. Herausragend waren Aufführungen beim Jacob's Pillow Dance Festival, dem Edinburgh International Fringe Festival und bei Bryant Park Presents in Manhattan Seit 1999 ist die Kompagnie Partner des New York City Department of Education.
Ein großer Erfolg wurde seine Show Encore am Joyce SoHo in New York. Sie wurde im Rahmen des New York Musical Theater Festival 2009 aufgeführt, von vielen anderen Tanzkompagnien übernommen und von der DanceBreak Foundation für den Unterricht der nächsten Generation von Broadway-Choreographen ausgewählt. Das Georgia Metropolitan Dance Theatre beging mit dem Stück 2016 den 60. Jahrestag seines Bestehens. Außerdem produzierte Gwirtzman mehrere Tanzfilme, darunter Into The Streets, Pier, No Trespassing, White Room und Terrain.
Gwirtzman ist Professor an der University of the Arts in Philadelphia und Gastprofessor an der University of Michigan und der School of the Arts der University of North Carolina. Als Gast unterrichtete er auch beim Rochester City Ballet und dem Eisenhower Dance Ensemble, am North Carolina Dance Theater und der Joffrey Ballet School, an der Princeton University,  der New York University und der Ailey School der Fordham University, am Abrons Arts Center und bei den American Dance Festival Studios, an der Virginia Commonwealth University und der Duke University, am Broadway Dance Center und der Rutgers University, beim Richmond Ballet, am Interlochen Center for the Arts und der LaGuardia High School for the Performing Arts.

## Weblink
- Daniel Gwirtzman Dance Company